# Liocentrinus
Liocentrinus är ett släkte av skalbaggar. Liocentrinus ingår i familjen vivlar.
Kladogram enligt Catalogue of Life:
| Liocentrinus | \| \| Liocentrinus scutellatus \| \| \| \| |
|              | \| \| Liocentrinus scutellatus \| \| \| \| |
|              | Liocentrinus scutellatus                   |
|              |                                            |